# Facultad de Filología (Universidad Complutense de Madrid)
La Facultad de Filología de la Universidad Complutense de Madrid (UCM) se encuentra en la Plaza de Menéndez Pelayo, en el campus de Ciudad Universitaria de Madrid. Su santo patrón es San Isidoro de Sevilla.

## Historia

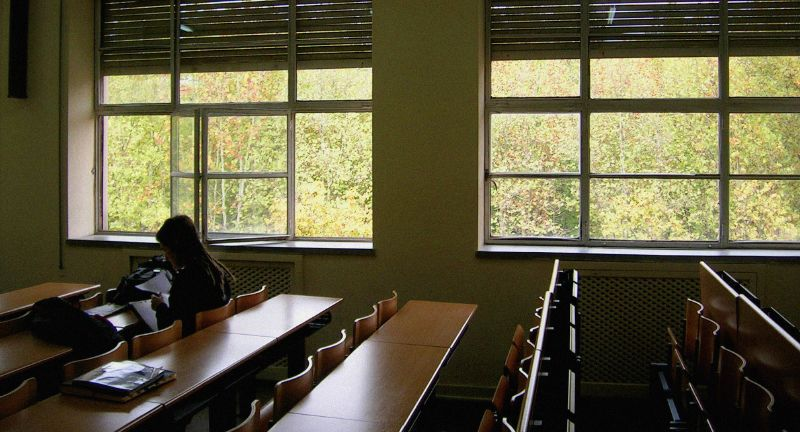
Aula de la Facultad de Filología.

En 1975 la antigua Facultad de Filosofía y Letras se dividió en dos: la Facultad de Filología y la Facultad de Filosofía. La Facultad de Filología sigue compartiendo los edificios con las otras facultades surgidas de esa división: Filosofía, Filología, Geografía e Historia, Psicología y Educación

## Estudios
En la esa facultad se ofertan diversos programas educativos.

### Programas degrado
- Grado en Español: Lengua y Literatura.
- Grado en Estudios Hispano-Alemanes.
- Grado en Estudios Ingleses.
- Grado en Estudios Semíticos e Islámicos.
- Grado en Filología Clásica.
- Grado en Lenguas Modernas y sus Literaturas.
- Grado en Lingüística y Lenguas Aplicadas.
- Grado en Literatura General y Comparada
- Grado en Traducción e Interpretación.
- Doble Grado en Historia - Filología Clásica.

### Programas demáster
- Máster Universitario en Ciencias de las Religiones.
- Máster Universitario en Español como Segunda Lengua.
- Máster Universitario en Estudios Interculturales Europeos (conjunto con Universidad de Ratisbona).
- Máster Universitario en Estudios Literarios.
- Máster Universitario en Estudios Medievales (juntamente con las Facultades de Filosofía y de Geografía e Historia)
- Máster Universitario en Estudios Norteamericanos.
- Máster Universitario en Filología Clásica (conjunto con UAM y UAH).
- Máster Universitario en Investigación en Lengua Española.
- Máster Universitario en Letras Digitales.
- Máster Universitario en Lingüística Inglesa: Nuevas Aplicaciones y Comunicación Internacional.
- Máster Universitario en Literatura Española.
- Máster Universitario en Literatura Hispanoamericana.
- Máster Universitario Hispano Francés en Lengua Francesa Aplicada (conjunto con Universidad de París IV París-Sorbonne).
- Máster Universitario en Teatro y Artes Escénicas.
- Máster Universitario en Traducción Literaria.

### Programas dedoctorado
- Doctorado en Ciencias de las Religiones.
- Doctorado en Estudios del Mundo Antiguo (conjunto con UAM).
- Doctorado en Estudios Franceses.
- Doctorado en Estudios Literarios.
- Doctorado en Estudios Teatrales.
- Doctorado en Lengua Española y sus Literaturas.
- Doctorado en Lingüística Inglesa.
- Doctorado en Lingüística Teórica y Aplicada.
- Doctorado en Literatura Hispanoamericana.

### Programas detítulo propiode la UCM
- Especialista en Teatro Contemporáneo: Teoría y Práctica.[11]

### Colaboración en otros programas
- Máster Universitario en Estudios Medievales.
- Doctorado en Estudios del Mundo Antiguo.

## Departamentos
Los siguientes departamentos de la Universidad Complutense se ubican en la facultad:
- Departamento de Estudios Árabes e Islámicos.
- Departamento de Estudios Hebreos y Arameos.
- Departamento de Filología Alemana.
- Departamento de Filología Española II (Literatura Española).
- Departamento de Filología Española IV (Bibliografía Española y Literatura Hispanoamericana).
- Departamento de Filología Francesa.
- Departamento de Filología Griega y Lingüística Indoeuropea.
- Departamento de Filología Inglesa I (Lengua y Lingüística Inglesa).
- Departamento de Filología Inglesa II (Literatura de los Países de Lengua Inglesa).
- Departamento de Filología Italiana.
- Departamento de Filología Latina.
- Departamento de Filología Románica, Filología Eslava y Lingüística General.
- Departamento de Lengua Española y Teoría de la Literatura y Literatura Comparada.

## Otros servicios y asociaciones
- Delegación de alumnos.[13]
- Asociación de Asociación de Jóvenes Investigadores Filólogos de la UCM (AJIF-UCM).
- Librería.
- Cafetería.